# Luciano Anselmi
Luciano Anselmi (Fano, 4 dicembre 1934 – Fano, 1996) è stato uno scrittore e giornalista italiano.

## Biografia
Luciano Anselmi è nato  e vissuto a Fano  (fatto salvo una parentesi romana). Saggista, commediografo, poeta e narratore, nel 1960 ha pubblicato il suo primo racconto lungo Niente sulla piazza; nel 1966, con Gramignano , il suo primo romanzo, si "rivela la sua tempra robusta di scrittore". 

Nel 1969 esce Un viaggio, che registrò anche un discreto successo di vendite. Nel 1972 Anselmi si cimenta con un saggio, Lettere di Proust, edito da La Nuova Italia di Firenze, che riscosse unanime consenso di critica. 

Intorno alla metà degli anni '70 si dedica al romanzo poliziesco con Il commissario Boffa, edito dai Fratelli Fabbri e con Il caso Lolli, edito da Rizzoli. 

Muore a Fano a  62 anni.

## Opere

### Narrativa (romanzi, gialli e diari)
- Niente sulla piazza (1960, racconto)
- Gramignano (1966)
- Un viaggio (Cappelli, 1969)
- Il caso Lolli (Rizzoli, 1970)
- L'ospite (Pan, 1971)
- Il commissario Boffa (Fabbri, 1973)
- Molte serate di pioggia (Bagaloni, 1979)
- Il palazzaccio (1972)
- Storie parallele (Cappelli, 1973)
- Tapioca (Bagaloni, 1974)
- Gli anni e gli anni (Rusconi, 1976)
- Piazza degli Armeni (Bompiani, 1982)
- Molte serate di Nebbia (Bagaloni 1982)
- Il liocorno blu e altre inchieste del commissario Boffa (Camunia, 1992)
- Gli anemoni dello scrittore. Racconti (1956-1963), a cura di Franca Mancinelli, Fano, Fondazione Cassa di Risparmio di Fano, 2006

### Teatro
- Teatro (1974, Pan Milano)
- Concerto [4] - Hotel Hotel (2000, Centro Teatro, Biblioteca Teatrale diretta da (Massimo Puliani), presentazione di Gabriele Ghiandoni e Franco Battistelli

### Saggistica e Poesia
- Proust ritrovato (1983)
- I poeti dagli occhi di opossum (Camunia, 1987)
- I gatti di Léautaud (1992)
- Cronache di un guidatore (1996)